# Tony Cliff
Tony Cliff (nacido Yigael Gluckstein, Palestina, 20 de mayo de 1917 – 9 de mayo de 2000) fue un trotskista  fundador en el Reino Unido del Socialist Workers Party (SWP). Nacido en una familia judía en Palestina, se trasladó a Gran Bretaña en 1947 y tomó el nombre de Tony Cliff.

## Biografía e ideología
En la década de los años 1940 se trasladó a Gran Bretaña. Rompió con la Cuarta Internacional heredera de Trotski, por sus posiciones respecto a la URSS, pero se mantuvo siempre dentro de la tradición marxista, considerándose un seguidor de las ideas de León Trotski. 
Tony Cliff desarrolló varias teorías que ayudaron a analizar la realidad de después de la Segunda Guerra Mundial: definió la URSS como capitalismo de Estado y caracterizó como "revoluciones limitadas" las llevadas a cabo en los países del Tercer Mundo (como en Cuba o China) al no estar arraigadas en el papel activo de la clase trabajadora. También explicó el boom económico de los 50 y 60s basado en el enorme gasto armamentístico. Las contribuciones de Cliff sirvieron para mantener la tradición del socialismo desde abajo al mismo tiempo que explicó el contexto en el que se vivió después de la Segunda Guerra Mundial.
Las ideas que desarrolló ayudaron a la construcción de la izquierda revolucionaria. Durante los años 1940 fundó el Internacional Socialist Group que fue creciendo hasta llegar en los años 70 a convertirse en un partido político con 3000 militantes, el Socialist Workers Party (SWP). Actualmente el SWP es una de las principales organizaciones trotskistas en el mundo. En la mayoría de los países desarrollados también existen organizaciones que siguen las mismas ideas formando la International Socialist Tendency. En España, la organización referente de esta corriente es Marx21.

## Obra
Destacan sus obras Capitalismo de Estado en la URSS, una biografía de Lenin en tres volúmenes, una biografía de Trotski, otra de Rosa Luxemburg y Trotskismo después de Trotsky.